# Abu Bakr Baira
Abu Bakr Baira ou Abu Bakr Buera é um jurista e político líbio defensor do federalismo cirenaico e membro da Câmara dos Representantes da Líbia.
Buera foi eleito em 20 de julho de 2011 como chefe do comitê da Conferência Nacional para o Federalismo Cirenaico proposta como uma solução para alcançar a estabilidade na região após a queda de Muammar Gaddafi.  Mais tarde, foi nomeado presidente do Partido da União Federal Nacional, o primeiro grupo político a exigir o federalismo como uma alternativa. 
Em 3 de agosto de 2014 foi nomeado Presidente da Câmara dos Representantes da Líbia, como seu membro mais velho, até que foi substituído dois dias depois por Aguila Issa de forma definitiva. 